# Réthy
Réthy en français,,, parfois écrit Rethy, en néerlandais Retie, est une commune néerlandophone de Belgique située en Région flamande dans la province d'Anvers dans ce qu'on appelle le Limbourg anversois.

## Histoire

### Au Moyen Âge
Au XIIIe siècle, Réthy appartenait au pays de Geel. Lorsque Geel reçut les privilèges, les droits et les libertés d'une ville vers 1230, un échevinage fut créé pour assumer l'administration. Il y avait alors un représentant de Réthy qui siégeait au conseil pour défendre les intérêts du village. À partir de 1332, Réthy posséda son propre échevinage, qui se réunissait sous le tilleul séculaire se trouvant encore aujourd'hui sur la place du marché.
La paroisse de Saint-Martin était gouvernée à partir de 1264 par les prémontrés de Tongerlo. Ils étaient également responsables des célébrations des messes et de la collecte des dîmes. Cela dura jusqu'en 1819.
Au XIIIe siècle, le chevalier Jean de Rode de Lantwyck, époux de Marguerite de Brabant dite de Tervueren, fille naturelle légitimée du duc Jean Ier de Brabant, est seigneur de Réthy.
Au XIVe siècle, le chevalier Gerard van Duffel, époux de la fille de Jean Ier de Lantwyck, Margarete de Lantwyck, est sire de Réthy.
Marie de Lantwyck, sœur du chevalier Jean de Lantwyck, épouse du chevalier Jean van Kraainem, est dame de Réthy.

### À partir duXVIIesiècle
En 1660, la seigneurie de Réthy entra dans le patrimoine de la maison de Spinola et enfin de la famille Mancini.
L'ancienne église Saint-Martin date du XVIe siècle mais fut démolie en 1871. Seule une partie de la tour a été préservée. L'église actuelle date de 1872.

### Prince de Réthy
En 1853, le premier roi des Belges, Léopold Ier, y acheta une propriété. Le nom de « prince de Réthy » ou de « Monsieur de Réthy » fut employé souvent par les monarques belges voulant garder l'incognito lors de déplacements ou d'activités privés, depuis Albert Ier jusqu'à Baudouin, en passant par Léopold III. Le titre de princesse de Réthy fut aussi donné à la seconde épouse de Léopold III, Lilian Baels.

## Héraldique
|  | La commune possède des armoiries qui lui ont été octroyées le 26 février 1851 et confirmées le 1er mars 1993. Ce sont celles de Gerard van Duffel, seigneur de Retie au début du XIVe siècle. Les armoiries sont dérivées de celles des seigneurs de Berthout. Réthy faisait partie de la succession de Geel, propriété de Hendrik Berthout. En 1331, Réthy devint son propre domaine et son conseil et devint la possession de l'un des fils bâtards de Hendrik Berthout, Gerard van Duffel, d'où l'étiquette figurant dans les armoiries de Berthout-Geel. Le plus ancien sceau connu du village date du XIVe siècle et portait les armoiries de Gerard van Duffel. Blasonnement : D'or, à trois pals de gueules, au franc quartier d'hermines, au lambel d'azur brochant sur le tout. Source du blasonnement : Heraldy of the World. |

## Personnalités natives de Réthy
- Charles van Marcke (1773-1830), peintre sur porcelaine ;
- Lodewijk de Koninck (1838-1924), écrivain ;
- Julien Cools (1947), footballeur ;
- Willy Govaerts (1951-), coureur cycliste.

## Démographie

### Évolution démographique
Graphe de l'évolution de la population de la commune.
- Source : Statbel - Remarque: 1806 jusqu'à 1981=recensement; depuis 1990=nombre d'habitants chaque 1er janvier